# Tephrina respersaria
Tephrina respersaria är en fjärilsart som beskrevs av Moritz Balthasar Borkhausen 1794. Tephrina respersaria ingår i släktet Tephrina och familjen mätare. Inga underarter finns listade i Catalogue of Life.